# 20. Internationale Sechstagefahrt
Die 20. Internationale Sechstagefahrt war ein Motorrad-Geländesportwettbewerb, der vom 11. bis zum 16. Juli 1938 im walisischen Llandrindod Wells stattfand. Die Nationalmannschaft Großbritanniens konnte zum insgesamt elften und gleichzeitig dritten Mal in Folge die Trophy gewinnen. Die Silbervase gewann zum zweiten Mal die Nationalmannschaft des Deutschen Reichs.

## Wettkampf

### Organisation
Die Veranstaltung fand zum insgesamt dritten sowie zweiten Mal in Folge in Llandrindod Wells statt, nachdem bereits die 15. (1933) und 19. Internationale Sechstagefahrt (1937) hier ausgetragen wurden.
Für den Wettkampf waren 216 Fahrer von sieben Motorsportverbänden der FICM gemeldet. Um die Trophy fuhren Mannschaften aus drei Nationen. Zudem waren elf Silbervasen-, 28 Fabrik- und 37 Club-Mannschaften am Start.

### 1. Tag
Von den 216 gemeldeten Fahrern nahmen 209 den Wettkampf auf. Am ersten Fahrtag waren 429,1 Kilometer zu fahren. 
In der Trophy-Wertung waren die Mannschaften Großbritanniens und des Deutschen Reichs noch strafpunktfrei und lagen damit gleichauf. Die Tschechoslowakei belegte den dritten Platz mit 4 Strafpunkten.
In der Silbervase-Wertung waren die Mannschaften Großbritanniens (A), der Tschechoslowakei, der Niederlande (A und B), Irlands (A und B), des Deutschen Reichs (A) und Schwedens noch ohne Strafpunkte und lagen gleichauf. In der B-Mannschaft des Deutschen Reichs erhielt Julius von Krohn einen Strafpunkt, die Mannschaft lag auf dem 9. Platz.
19 Fahrer schieden aus dem Wettbewerb aus.

### 2. Tag
Am zweiten Wettkampftag mussten die Fahrer 433,8 Kilometer zurücklegen.
In der Trophy-Wertung führte die Mannschaft Großbritanniens vor der Tschechoslowakei und dem Deutschen Reich. Die deutsche Mannschaft hatte mit Walter Fähler und Ludwig Kraus gleich zwei Fahrerausfälle zu verzeichnen was fortan täglich 200 Strafpunkte bedeutete.
In der Silbervase-Wertung waren die Mannschaften Großbritanniens (A), der Niederlande (A), Irlands (A und B), des Deutschen Reichs (A) und Schwedens noch ohne Strafpunkte und lagen gleichauf. In der B-Mannschaft des Deutschen Reichs schied Julius von Krohn aus, die Mannschaft fiel auf den 10. und damit letzten Platz zurück.
57 Fahrer schieden aus dem Wettbewerb aus.

### 3. Tag
Am dritten Tag wurde die Strecke des Vortags in entgegengesetzter Richtung gefahren.
In der Trophy-Wertung führte weiter die Mannschaft Großbritanniens vor der Tschechoslowakei und dem Deutschen Reich. In der deutschen Mannschaft schied mit Hermann Scherzer der dritte Fahrer aus.
In der Silbervase-Wertung waren die Mannschaften Großbritanniens (A) und des Deutschen Reichs (A) weiter ohne Strafpunkte und lagen gleichauf. Den dritten Platz belegte die niederländische A-Mannschaft. In der B-Mannschaft des Deutschen Reichs schied mit Josef Hecker der zweite Fahrer aus, die Mannschaft lag weiter auf dem letzten Platz.
26 Fahrer schieden aus dem Wettbewerb aus.

### 4. Tag
Die Strecke des vierten Fahrtags war 449,7 Kilometer lang.
In der Trophy-Wertung führte unverändert die Mannschaft Großbritanniens vor der Tschechoslowakei und dem Deutschen Reich.
In der Silbervase-Wertung waren die Mannschaften Großbritanniens (A) und des Deutschen Reichs (A) weiter ohne Strafpunkte und lagen gleichauf. Den dritten Platz belegte die schwedische Mannschaft. Die B-Mannschaft des Deutschen Reichs lag auf dem letzten Platz.
17 Fahrer schieden aus dem Wettbewerb aus.

### 5. Tag
Die Strecke am fünften Tag wurde die Etappe des vierten Fahrtags in umgekehrter Richtung gefahren.
In der Trophy-Wertung führte nach wie vor die Mannschaft Großbritanniens vor der Tschechoslowakei und dem Deutschen Reich.
In der Silbervase-Wertung war einzig die A-Mannschaft Deutschen Reichs weiter ohne Strafpunkte und führte die Wertung an. Dahinter folgten die A-Mannschaft Großbritanniens und die schwedische Mannschaft. Die B-Mannschaft des Deutschen Reichs belegte nach wie vor den letzten Platz.
Sieben Fahrer schieden aus dem Wettbewerb aus.

### 6. Tag
Am letzten Tag waren noch 210,4 Kilometer Strecke zu absolvieren. Zielort war die Rennstrecke Donington Park, wo das Abschlussrennen stattfand.
Ein Fahrer schieden aus dem Wettbewerb aus. Von 209 am ersten Tag gestarteten Fahrern erreichten 82 das Ziel.

## Endergebnisse

### Trophy
| Platz | Team                   | Strafpunkte |
| ----- | ---------------------- | ----------- |
| 1.    | Vereinigtes Königreich | 9           |
| 2.    | Tschechoslowakei       | 519         |
| 3.    | Deutsches Reich        | 1403        |

### Silbervase
| Platz | Team                                  | Strafpunkte |
| ----- | ------------------------------------- | ----------- |
| 1.    | Deutsches Reich (A-Mannschaft)        | 0           |
| 2.    | Schweden                              | 5           |
| 3.    | Vereinigtes Königreich (A-Mannschaft) | 8           |
| 4.    | Irischer Freistaat (B-Mannschaft)     | 14          |
| 5.    | Tschechoslowakei                      | 15          |
| 6.    | Vereinigtes Königreich (B-Mannschaft) | 234         |
| 7.    | Niederlande (A-Mannschaft)            | 301         |
| 8.    | Niederlande (B-Mannschaft)            | 513         |
| 9.    | Irischer Freistaat (A-Mannschaft)     | 700         |
| 10.   | Deutsches Reich (B-Mannschaft)        | 1101        |

Alle Fahrer der Mannschaft  Ungarns waren nicht gestartet, womit diese aus der Wertung fiel.

### Einzelwertung
| Klasse       | Starter | Gold | Silber | Bronze | ohne Medaille | Ausfall/Disqualifikation | Ausfall/Disqualifikation | Ausfall/Disqualifikation | Ausfall/Disqualifikation | Ausfall/Disqualifikation | Ausfall/Disqualifikation | Ausfall/Disqualifikation |
| Klasse       | Starter | Gold | Silber | Bronze | ohne Medaille | 1. Tag                   | 2. Tag                   | 3. Tag                   | 4. Tag                   | 5. Tag                   | 6. Tag                   | Gesamt                   |
| ------------ | ------- | ---- | ------ | ------ | ------------- | ------------------------ | ------------------------ | ------------------------ | ------------------------ | ------------------------ | ------------------------ | ------------------------ |
| 125 cm³      | 11      | 1    | 3      | 2      | 0             | 0                        | 2                        | 1                        | 2                        | 0                        | 0                        | 5                        |
| 175 cm³      | 4       | 0    | 1      | 0      | 0             | 0                        | 2                        | 1                        | 0                        | 0                        | 0                        | 3                        |
| 250 cm³      | 26      | 5    | 3      | 2      | 1             | 5                        | 5                        | 2                        | 1                        | 2                        | 0                        | 15                       |
| 350 cm³      | 53      | 8    | 6      | 2      | 2             | 2                        | 19                       | 8                        | 3                        | 2                        | 1                        | 35                       |
| 500 cm³      | 72      | 18   | 14     | 9      | 2             | 4                        | 11                       | 5                        | 8                        | 1                        | 0                        | 29                       |
| 750 cm³      | 2       | 0    | 0      | 0      | 0             | 0                        | 2                        | 0                        | 0                        | 0                        | 0                        | 2                        |
| 1000 cm³     | 3       | 0    | 0      | 0      | 0             | 1                        | 1                        | 1                        | 0                        | 0                        | 0                        | 3                        |
| 600 cm³ (b)  | 31      | 1    | 2      | 0      | 0             | 6                        | 11                       | 6                        | 3                        | 2                        | 0                        | 28                       |
| 1000 cm³ (b) | 6       | 0    | 0      | 0      | 0             | 0                        | 4                        | 2                        | 0                        | 0                        | 0                        | 6                        |
| 750 cm³ (c)  | 1       | 0    | 0      | 0      | 0             | 1                        | 0                        | 0                        | 0                        | 0                        | 0                        | 1                        |
| Gesamt       | 209     | 33   | 29     | 15     | 5             | 19                       | 57                       | 26                       | 17                       | 7                        | 1                        | 127                      |